# ゆうべの秘密
「ゆうべの秘密」（ゆうべのひみつ）は、1968年2月1日に発売された小川知子のデビューシングル。

## 解説
- 小川自身歌手デビューとなった同曲は、いきなりオリコンチャートで週間1位を獲得するなど、52.9万枚の売上を記録する自身最大のヒット曲となり、1968年末の「第19回NHK紅白歌合戦」へ初出場を果たした。

## 収録曲
オリジナル盤
- 両楽曲共に、編曲：森岡賢一郎、演奏：東芝レコーディング・オーケストラ

1. ゆうべの秘密（3分9秒）
作詞：タマイチコ／作曲：中洲朗
2. あなたに夢中なの（2分36秒）
作詞：有馬三恵子／作曲：鈴木淳

東洋紡プレゼント企画盤（1972年）
- 両楽曲共に、演奏：東芝レコーディング・オーケストラ

1. ゆうべの秘密（3分9秒）
作詞：タマイチコ／作曲：中洲朗／編曲：森岡賢一郎
2. 初恋のひと（3分10秒）
作詞：有馬三恵子／作曲：鈴木淳／編曲：川口真
  - 非売品（規格品番：DIA-53）
  - ※「東洋紡ダイヤモンド毛糸50周年記念盤」

## ゆうべの秘密'95
「ゆうべの秘密'95」（ゆうべのひみつきゅうじゅうご）は、1995年7月19日に発売された小川知子の30枚目のシングル。同名曲のセルフカバー。

### 収録曲
1. ゆうべの秘密'95
作詞：タマイチコ／作曲：中洲朗／編曲：藤原いくろう
2. テンダリー
作詞：山口あかり／作曲：中洲朗／編曲：藤原いくろう

## 井上杏美のシングル
「ゆうべの秘密」（ゆうべのひみつ）は、1983年9月21日に発売された井上杏美の2枚目のシングル。小川知子の同名曲のカバー。

### 収録曲
1. ゆうべの秘密（3分10秒）
作詞：タマイチコ／作曲：中洲朗／編曲：馬飼野康二
2. 星空のDREAM（4分40秒）
作詞：大谷リエ／作曲：寺内仁実／編曲：チト河内

## カバー
- 石川さゆり - アルバム『あいあい傘』（1976年）収録
- 石原詢子 - CD-BOX『石原詢子 時代のうた』（2014年）、アルバム『我がこころの愛唱歌II 〜人情と活気に溢れてたあの時代〜』（2015年）収録